# AFI 100 Lat... 100 Gwiazd

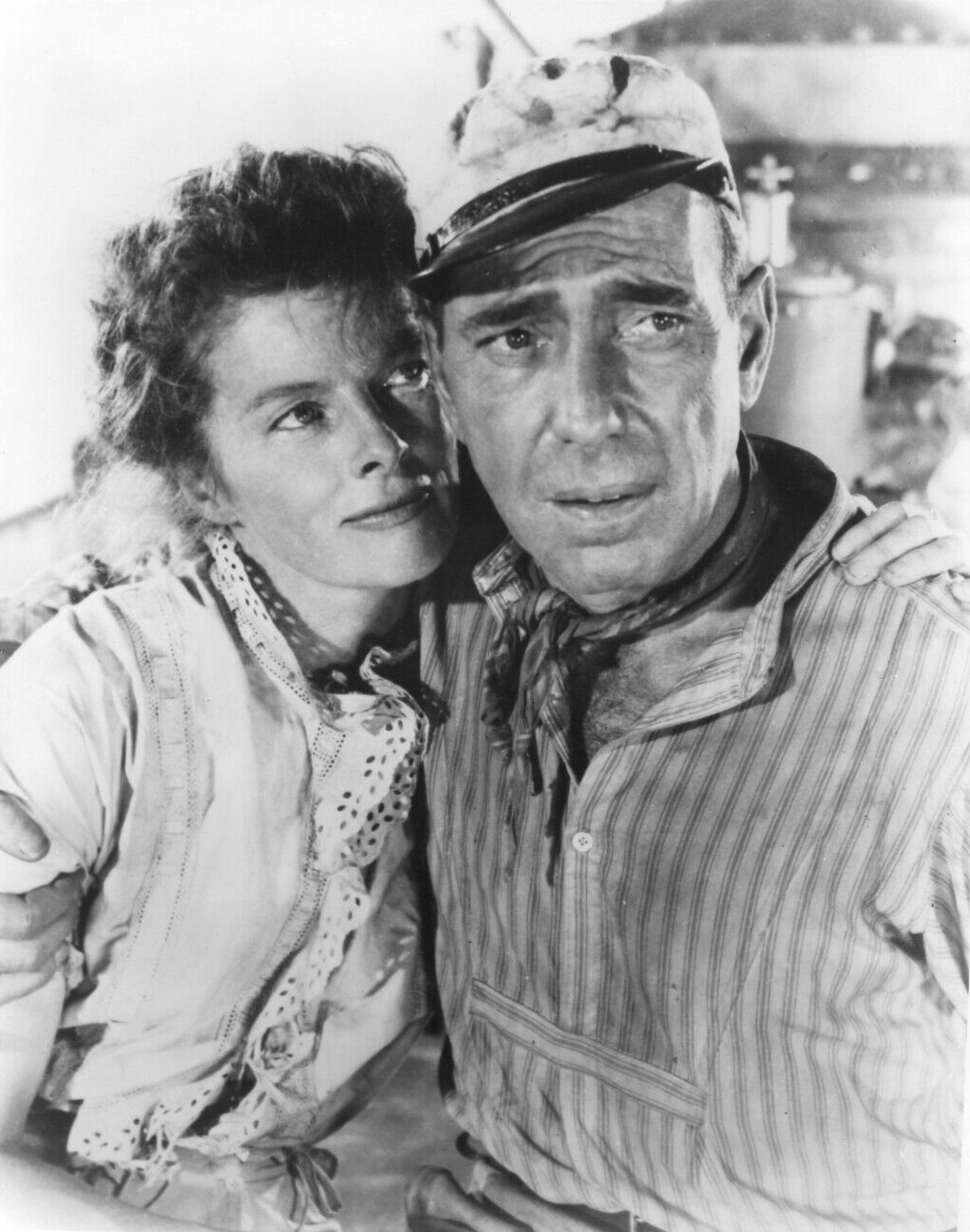
Katharine Hepburn i Humphrey Bogart zostali uznani w rankingu za „najlepszych aktorów wszech czasów” (na zdj. na planie filmu Afrykańska królowa; 1951)

AFI’s 100 Years… 100 Stars – ranking 50 najlepszych aktorów i aktorek w historii kinematografii amerykańskiej, przedstawiony 16 czerwca 1999 przez American Film Institute (AFI) na antenie CBS w specjalnym, trzygodzinnym programie telewizyjnym prowadzonym przez Shirley Temple, z udziałem 50 późniejszych aktorów oraz aktorek (łącznie 100 gwiazd filmu). Ranking został opracowany przez osoby z amerykańskiej społeczności filmowej – artystów, historyków i krytyków – które wybrały 50 nazwisk z listy 250 nominowanych aktorów i aktorek, przygotowanej przez historyków AFI.
Na liście występują gwiazdy, które:
- debiutowały przed 1950 lub
- debiutowały po 1950, ale zmarły przed dniem ogłoszenia listy, co pozwala ocenić cały ich dorobek[1].

Z gwiazd, które znalazły się na liście, żyje aktualnie Sophia Loren. W chwili ogłoszenia rankingu żyli: Elizabeth Taylor (zm. 2011), Gregory Peck (zm. 2003), Katharine Hepburn (zm. 2003), Kirk Douglas (zm. 2020), Lauren Bacall (zm. 2015), Marlon Brando (zm. 2004), Shirley Temple (zm. 2014) i Sidney Poitier (zm. 2022). Jedynymi z listy debiutującymi po 1950 byli Grace Kelly (zm. 1982) i James Dean (zm. 1955).

## Ranking
| Nr | Mężczyźni                                                                                               | Mężczyźni | Kobiety                        | Kobiety |
| -- | --- | --------- | ------------------------------ | ------- |
| 1  | Humphrey Bogart (1899–1957)                                                                             |           | Katharine Hepburn (1907–2003)  |         |
| 2  | Cary Grant (1904–1986)                                                                                  |           | Bette Davis (1908–1989)        |         |
| 3  | James Stewart (1908–1997)                                                                               |           | Audrey Hepburn (1929–1993)     |         |
| 4  | Marlon Brando (1924–2004)                                                                               |           | Ingrid Bergman (1915–1982)     |         |
| 5  | Fred Astaire (1899–1987)                                                                                |           | Greta Garbo (1905–1990)        |         |
| 6  | Henry Fonda (1905–1982)                                                                                 |           | Marilyn Monroe (1926–1962)     |         |
| 7  | Clark Gable (1901–1960)                                                                                 |           | Elizabeth Taylor (1932–2011)   |         |
| 8  | James Cagney (1899–1986)                                                                                |           | Judy Garland (1922–1969)       |         |
| 9  | Spencer Tracy (1900–1967)                                                                               |           | Marlene Dietrich (1901–1992)   |         |
| 10 | Charlie Chaplin (1889–1977)                                                                             |           | Joan Crawford (1905–1977)      |         |
| 11 | Gary Cooper (1901–1961)                                                                                 |           | Barbara Stanwyck (1907–1990)   |         |
| 12 | Gregory Peck (1916–2003)                                                                                |           | Claudette Colbert (1903–1996)  |         |
| 13 | John Wayne (1907–1979)                                                                                  |           | Grace Kelly (1929–1982)        |         |
| 14 | Laurence Olivier (1907–1989)                                                                            |           | Ginger Rogers (1911–1995)      |         |
| 15 | Gene Kelly (1912–1996)                                                                                  |           | Mae West (1893–1980)           |         |
| 16 | Orson Welles (1915–1985)                                                                                |           | Vivien Leigh (1913–1967)       |         |
| 17 | Kirk Douglas (1916–2020)                                                                                |           | Lillian Gish (1893–1993)       |         |
| 18 | James Dean (1931–1955)                                                                                  |           | Shirley Temple (1928–2014)     |         |
| 19 | Burt Lancaster (1913–1994)                                                                              |           | Rita Hayworth (1918–1987)      |         |
| 20 | Bracia Marx Chico (1887–1961) Harpo (1888–1964) Groucho (1890–1977) Gummo (1892–1977) Zeppo (1901–1979) |           | Lauren Bacall (1924–2014)      |         |
| 21 | Buster Keaton (1895–1966)                                                                               |           | Sophia Loren (urodzona w 1934) |         |
| 22 | Sidney Poitier (1927–2022)                                                                              |           | Jean Harlow (1911–1937)        |         |
| 23 | Robert Mitchum (1917–1997)                                                                              |           | Carole Lombard (1908–1942)     |         |
| 24 | Edward G. Robinson (1893–1973)                                                                          |           | Mary Pickford (1892–1979)      |         |
| 25 | William Holden (1918–1981)                                                                              |           | Ava Gardner (1922–1990)        |         |

## Lista aktorów prezentujących ranking
Opracowano na podstawie materiału źródłowego:

- Kevin Bacon
- Alec Baldwin
- Jacqueline Bisset
- Ernest Borgnine
- James Caan
- Jim Carrey
- Chevy Chase
- Cher
- Kevin Costner
- Billy Crystal
- Claire Danes
- Geena Davis
- Laura Dern
- Matt Dillon
- Richard Dreyfuss
- Clint Eastwood
- Mia Farrow
- Bridget Fonda
- Peter Fonda
- Morgan Freeman
- Teri Garr
- Whoopi Goldberg
- Jeff Goldblum
- Woody Harrelson
- Richard Harris
- Goldie Hawn
- Gregory Hines
- Dustin Hoffman
- Angelina Jolie
- Michael Keaton
- Martin Landau
- Jessica Lange
- Shirley MacLaine
- Marsha Mason
- Marlee Matlin
- Mike Myers
- Edward Norton
- Edward James Olmos
- Panna Piggy
- Lynn Redgrave
- Julia Roberts
- Gena Rowlands
- Kevin Spacey
- Sylvester Stallone
- Rod Steiger
- Sharon Stone
- Barbra Streisand
- Billy Bob Thornton
- Lily Tomlin
- Emily Watson
- James Woods